# Orto de Arriba
Orto de Arriba es una aldea española situada en la parroquia de Orto, del municipio de Abegondo, en la provincia de La Coruña, Galicia.

## Demografía
| Gráfica de evolución demográfica de Orto de Arriba entre 1999 y 2018 |
|                                                                      |
| Datos según el nomenclátor publicado por el INE.                     |